# Пакс (мифология)

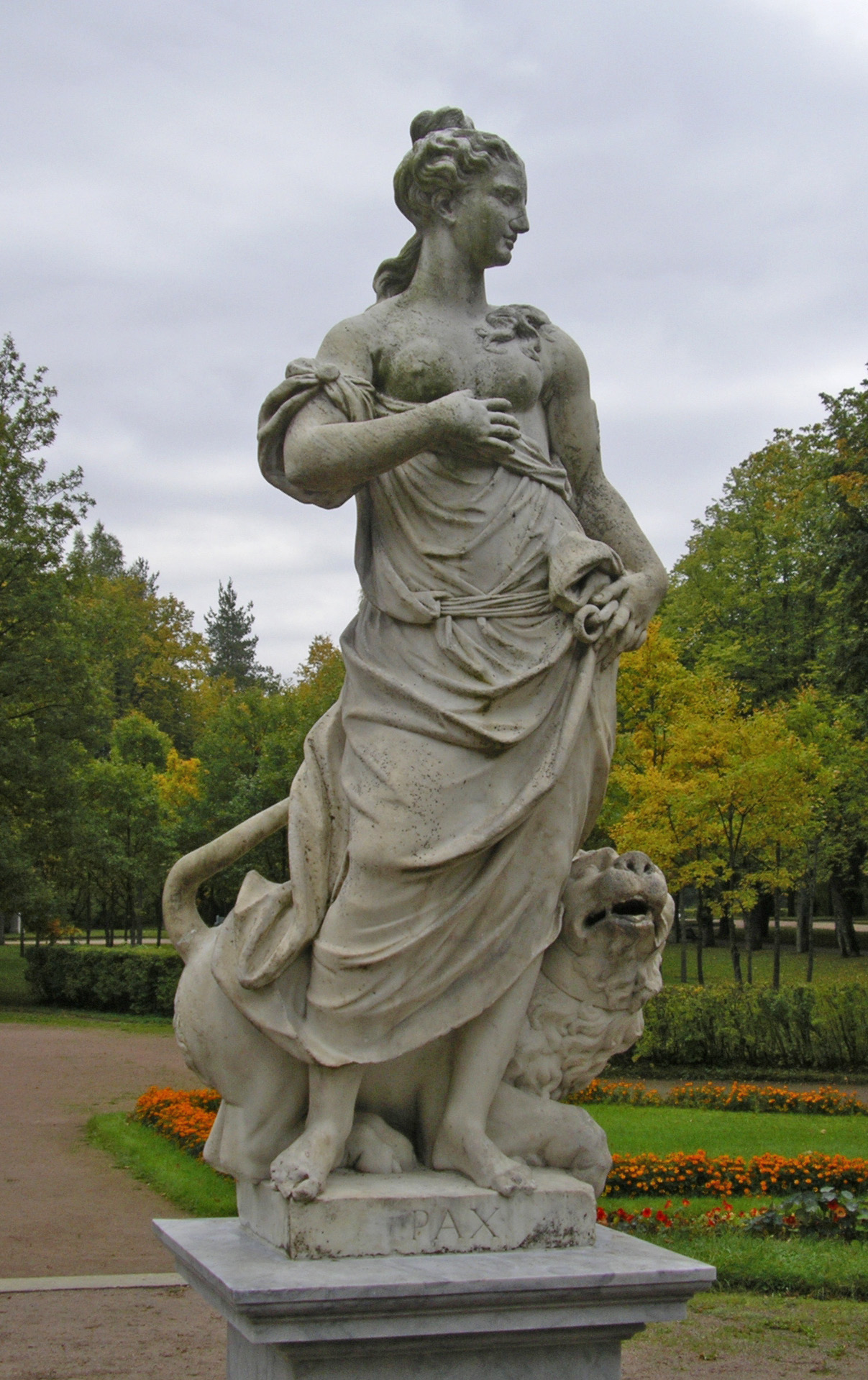
Пакс

Пакс (лат. Pax) — римская богиня мира.

## Мифология
Пакс, персонификация мира, выраженная в богине, у неё не было ни родителей, ни потомков. В древних мифах богиня Пакс встречается неоднократно, что не удивительно, потому что в римской истории мир царствовал всего семь раз.
После возвращения из похода на Галлию и Испанию, император Август воздвиг в её честь алтарь, который называется «Ara Pacis Augustae». Жертвы богине приносились 30 января и 30 марта. Богине Пакс был посвящён храм на Веспасиановой площади, который был построен после победы над евреями в 71 году, а вслед за храмом, и вся площадь называлась Площадью мира — «Forum pacis».
Храм Мира на Веспасиановой площади включал в себя стометровый длинный зал с колоннами, в котором размещались латинские и греческие библиотеки, и это, в символическом смысле были островки спокойствия посреди шумного Рима. Это было место встречи поэтов и философов.
Алтарь Мира был одним из самых интересных и значительных художественных произведений времён Августа, но позже, от действия времени полностью разрушился. В 1937 году итальянские специалисты полностью реконструировали алтарь, затопленный к тому времени рекой Тибр, включая барельефы, находившиеся в различных музеях.

## Примеры в архитектуре
Статуя Пакс венчает купол Волгоградского Планетария. Это последняя работа скульптора В. И. Мухиной.

## В астрономии
В честь Пакс назван астероид (679) Пакс, открытый 28 января 1909 года германским астрономом Августом Копффом в обсерватории Хайдельберг